# Kenzaburo Oe
Kenzaburo Oe (em japonês:  大江 健三郎, transl. Ōe Kenzaburō; Uchiko, Ehime, 31 de janeiro de 1935 – 3 de março de 2023) foi um escritor japonês e uma figura importante na literatura japonesa contemporânea, conhecido pelo romance Uma Questão Pessoal. Seus romances, contos e ensaios, fortemente influenciados pela literatura e pela teoria literária francesa e americana, tratam de questões políticas, sociais e filosóficas, incluindo armas nucleares, energia nuclear, não-conformismo social e existencialismo. Foi laureado com o Prêmio Nobel de Literatura em 1994 por criar "um mundo imaginário, onde a vida e o mito se condensam para formar uma imagem desconcertante da situação humana atual".

## Vida
Ōe nasceu em Ōse (大瀬村 Ōse-mura), uma vila pertencente a Uchiko, na província de Ehime, em Shikoku. Era o terceiro mais velho de um total de sete irmãos. Aprendeu arte e lírica com a avó, que morreu em 1944, no mesmo ano em que o seu pai morreu na Guerra do Pacífico. A mãe de Ōe tornou-se a sua principal fonte de educação e comprava-lhe livros como As Aventuras de Huckleberry Finn ou A Maravilhosa Viagem de Nils Holgersson através da Suécia, cujo impacto marcou profundamente o autor.
Ōe recorda como o seu professor primário afirmava que o Imperador Hirohito era um deus entre os homens e perguntava-lhe o que faria se o Imperador ordenasse que morresse, ao que respondia sempre "Morreria senhor. Abria a barriga num corte e morreria". À noite reconhecia a sua relutância em morrer e sentia-se envergonhado. Após a guerra, percebeu que lhe tinham ensinado mentiras e sentiu-se traído. Este sentimento de traição ficou bem presente na sua obra.
Frequentou a escola secundária em Matsuyama. Aos 18 fez a primeira viagem a Tóquio e no ano seguinte começou, na Universidade de Tóquio, a estudar Literatura Francesa sob a alçada do professor Kazuo Watanabe, um especialista em François Rabelais. Ōe publicou as primeiras histórias em 1957, enquanto estudante, fortemente influenciado pela escrita contemporânea francesa e americana. Casou-se em Fevereiro de 1960. A sua mulher, Yukari, era filha do realizador Mansaku Itami e o seu irmão era o realizador Juzo Itami. Nesse mesmo ano, conheceu Mao Zedong numa viagem à China. No ano seguinte visitou também a Rússia e Europa.
Em 1961, as suas novelas Dezassete e A Morte de um Jovem Político foram publicadas por uma revista literária japonesa, ambas inspiradas no jovem de dezassete anos Yamaguchi Otoya que assassinou o presidente do Partido Socialista Japonês em 1960, suicidando-se na prisão três semanas depois.
Yamaguchi tinha vários admiradores de extrema direita que mostraram o seu desagrado com a publicação de A Morte de um Jovem Poilítico, e tanto Ōe como a redacção da revista receberam ameaças de morte constantes durante semanas. A revista emitiu um comunicado onde pedia desculpa por ter ofendido os leitores, mas Ōe nunca o fez. A história não voltou a ser impressa e nunca foi traduzida.
Ōe reside em Tóquio e tem três filhos. O mais velho, Hikari, tem uma doença mental desde o nascimento em 1963 e a sua condição tem sido um tema recorrente na escrita de Ōe.
Em 1994 foi galardoado com o Prémio Nobel da Literatura e foi nomeado para a Ordem da Cultura. Recusou este último mérito por ser concedido pelo Imperador. Ōe disse, "Eu não reconheço qualquer autoridade ou valor superior à democracia." Mais uma vez, foi alvo de ameaças.
Em 2005, dois militares japoneses reformados processaram Ōe por difamação no seu ensaio de 1970, Notas de Okinawa, no qual escrevera que membros do exército japonês coagiram inúmeros civis daquela cidade a cometer suicídio durante a Batalha de Okinawa em 1945. Em Março de 2008, o Tribunal Distrital de Osaka levantou todas as acusações contra Ōe. Na sentença, o juiz Toshimasa Fukami declarou, "O exército teve uma participação preponderante no suicídio colectivo." Numa conferência de imprensa após o julgamento, o escritor disse que "o juíz compreendeu bem a minha escrita."
Ōe participou em campanhas pacifistas e antinucleares e escreveu livros acerca dos bombardeamentos nucleares em Hiroshima e Nagasaki e sobre os Hibakusha. No seguimento do desastre nuclear de Fukushima em 2011, apelou ao primeiro-ministro Yoshihiko Noda para que fossem cancelados os planos de construção de centrais nucleares e se abandonasse o desenvolvimento de energia nuclear. Ōe afirmou que o Japão tinha a "responsabilidade ética" de abandonar a energia nuclear no seguimento do desastre de Fukushima, tal como tinha abdicado da guerra na sua Constituição pós-Guerra. Em 2013 organizou uma manifestação em Tóquio contra a energia nuclear. Ōe também tem sido crítico das sucessivas tentativas de alteração ao Artigo 9 da Constituição, no qual o Japão renuncia o direito de declarar guerra.

## Livros publicados em Portugal e no Brasil
- O Grito Silencioso. Francisco Alves. 1983
- Não matem o bebé. Civilização Editora, 1994
- Dias Tranquilos. Difel, 1995
- Contos de Oe Kenzaburo. Edusp, 1995
- A Captura. Luna, 1995
- Um Eco do Céu. Difel, 1998
- Uma Questão Pessoal. Companhia das Letras, 2003.
- Jovens de um Novo Tempo, Despertai!. Companhia das Letras, 2006.
- 14 Contos de Kenzaburo Oe. Companhia das Letras, 2011.
- As Regras do Tagame. Clube do Autor. 2012.
- Morte na Água. Companhia das Letras, 2021